# ألين بيتمان
ألين بيتمان هو سياسي أسترالي، ولد في 21 فبراير 1904، وتوفي في 12 أغسطس 1994. انتخب عضو الجمعية التشريعية  في فيكتوريا ‏.